# Хансен, Ингеборг
Ингеборг Катрине Хансен (дат. Ingeborg Cathrine Hansen; 17 февраля 1886, Копенгаген — 5 августа 1954, Vedbæk Parish, Сёллерёд) — датский адвокат и политический деятель. Член партии «Социал-демократы». Председатель ландстинга (верхней палаты ригсдага) в 1950—1951 и 1952—1953 годах. Первая женщина на этом посту. По Конституции, принятой 5 июня 1953 года, двухпалатный ригсдаг был заменён однопалатным фолькетингом.

## Биография
Родилась 17 февраля 1886 года в Копенгагене.
Ингеборг Хансен получила юридическое образование в Копенгагенском университете в 1919 году. Будучи студенткой, участвовала в деятельности Студенческого общества бесплатной юридической помощи (Studentersamfundets Retshjælp for Ubemidlede). Через три года после окончания университета смогла стать адвокатом (sagfører).
В 1924 году стала первой женщиной-адвокатом, имеющим право участвовать в судебных заседаниях в судах земель, — landsretssagfører. Стала также первой женщиной, участвовавшей в рассмотрении дела в Верховном суде.
Ингеборг Хансен открыла собственную юридическую фирму и вела дела женщин, которые обращались к ней за помощью в связи с разводом и абортами. Ингеборг Хансен боролась за право женщин на аборт по социальным показаниям, участвовала в подготовке закона о беременности (svangerskabslov).
Как защитница прав женщин принимала активное участие в Датском женском обществе (Dansk Kvindesamfund, DK) и «Международном альянсе за избирательные права женщин» (IWSA).
С 1928 года была членом правления организации «Женское здание», а после открытия здания в 1936 году и до 1954 года — администратором здания.
Была председателем Национальной ассоциации по борьбе с туберкулезом (Nationalforeningen til Tuberkulosens Bekæmpelse).
Умерла 5 августа 1954 года в возрасте 68 лет в коммуне Рудерсдаль. Похоронена на Западном кладбище в Копенгагене.

## Политическая карьера
В 1929 году вступила в партию «Социал-демократы».
По результатам выборов 1936 года избрана членом ландстинга.
Когда в 1950 году Карл Кристиан Стейнке был назначен министром юстиции, Ингеборг Хансен избрана председателем ландстинга. Стала первой женщиной на этом посту и второй женщиной в мире после Ольги Рудель-Цайнек, которая в 1927 году избрана председателем бундесрата (верхней палаты парламента Австрии). В 1951 году Стейнке вернулся в ландстинг и снова избран председателем. В 1952 году Стейнке ушёл в отставку и председателем ландстинга снова избрана Ингеборг Хансен. Ингеборг Хансен была последним председателем. По Конституции, принятой 5 июня 1953 года, двухпалатный ригсдаг был заменён однопалатным фолькетингом. Ингеборг Хансен поддерживала упразднение ландстинга.
Ингеборг Хансен выступала против введения смертной казни за сотрудничество с нацистской Германией в годы оккупации по специальному закону (Landsforræderloven) с обратной силой.
Ингеборг Хансен выступала за поправку о полном гендерном равенстве в порядке наследования датского престола в Конституции, принятой 5 июня 1953 года, и Законе о престолонаследии, принятом 27 марта 1953 года.